# Красиково
Кра́сиково (рос. Красиково) — село у складі Червоногвардійського району Оренбурзької області, Росія.

## Населення
Населення — 413 осіб (2010; 436 у 2002).
Національний склад (станом на 2002 рік):
- росіяни — 53 %